# Slovaquie aux Jeux olympiques d'été de 2004
La Slovaquie participe aux Jeux olympiques d'été de 2004 à Athènes en Grèce du 13 juillet au 29 août 2004. Il s'agit de sa 3e participation à des Jeux olympiques d'été.